# Carta nàutica

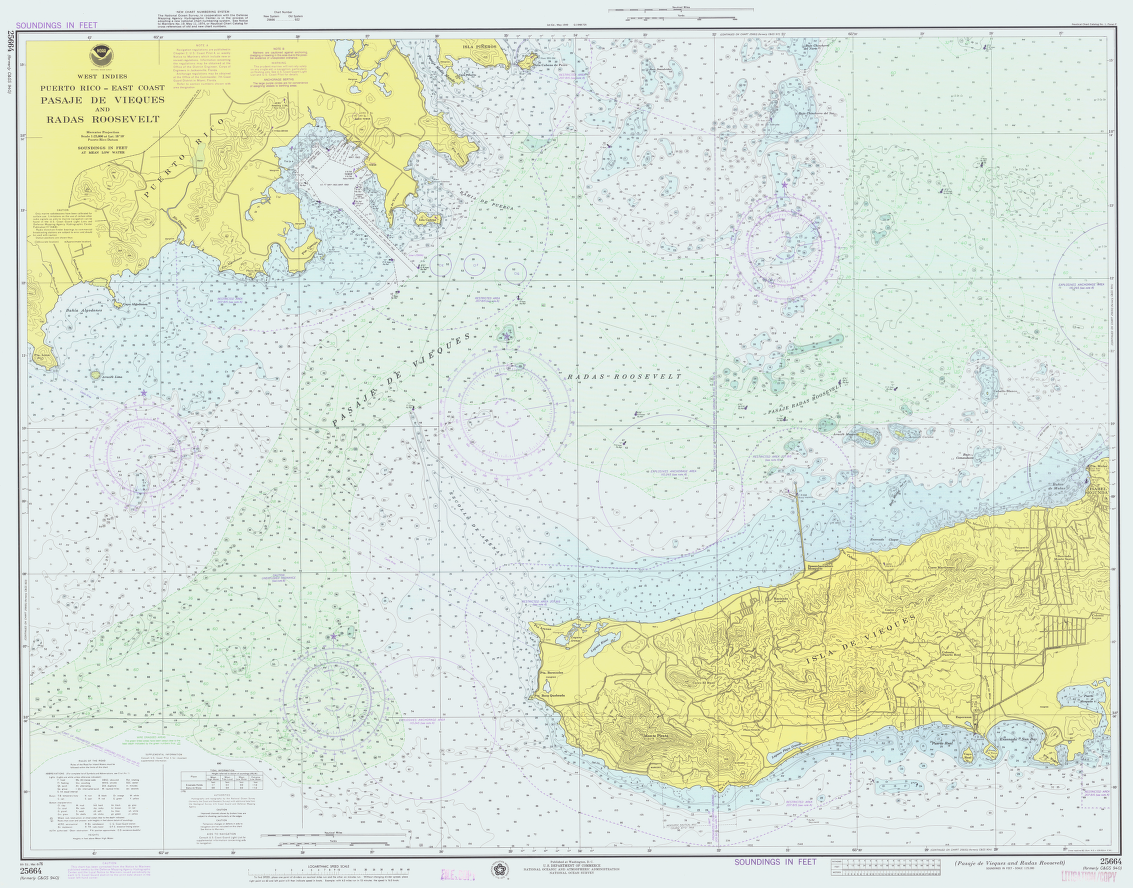
Una carta nàutica.

Una carta nàutica és una representació a escala d'aigües navegables i regions terrestres adjuntes. Normalment indica les profunditats de l'aigua i les altures del terreny, naturalesa del fons, detalls de la costa incloent-hi ports, perills per a la navegació, localització de fars i altres ajudes a la navegació. Les cartes de navegació són instruments essencials per a la navegació nàutica.
Tradicionalment les cartes de navegació estaven impreses en paper però recentment s'han desenvolupat sistemes informàtics que permeten l'emmagatzematge i tractament de les cartes nàutiques amb ordinadors. Representar una esfera en una superfície plana té com a efecte que hi hagi certa deformació de la realitat, ja que l'esfera no pot desenvolupar-se de forma exacta en el pla.

## Tipus de projeccions

Colors i profunditats en cartes angleses.

La representació d'una superfície convexa (la terra) en una plana, es realitza a través de diferents tipus de projeccions cartogràfiques, i cadascuna d'elles té una particular utilitat o finalitat. Bàsicament, per a la navegació s'utilitzen les següents:

### Projecció mercator
Són emprades per a la navegació loxodròmica. Aquestes cartes estan basades en una projecció cilíndrica, de manera que els meridians queden com rectes paral·leles i a la mateixa distància els uns dels altres. Els paral·lels també estan representats com rectes paral·leles, però la distància és més gran entre ells a mesura que es van allunyant de l'equador.

### Projecció gnomònica
Representa superfícies terrestres en plans tangents a un punt; s'utilitza per als gràfics destinats a traçar rutes de cercle màxim. NOAA utilitza la projecció poli-cònica per a alguns dels seus mapes dels Grans Llacs, tant a escala gran com a la petita. Al seu torn, n'hi ha de tres classes:
- Polars, quan el pla és tangent al pol. Els meridians queden com rectes radials i els paral·lels com circumferències concèntriques.
- Equatorials, quan el pla és tangent a l'equador. Els meridians són paral·lels però separats cada vegada més entre ells a mesura que se separen del punt de tangència. Els paral·lels són corbes que augmenten la seva separació a mesura que s'allunyen del punt de tangència i l'equador és una línia perpendicular als meridians.
- Horitzontals, quan la tangència és un punt qualsevol. Els meridians són rectes convergents cap al punt de projecció del pol i els paral·lels corbes parabòliques.

## Escales de les cartes
És la relació entre el representat i la realitat. Una  escala  de 1/10.000 vol dir que qualsevol distància és 10.000 vegades més gran que la representació que hi ha a la carta, si l'escala és 1/2 l'àrea representada és la meitat que la real.

## Classificació de les cartes segons l'escala
Les cartes se solen anomenar de punt menor a les que representen grans extensions, i de punt major a les que representen porcions menors. En moltes cartes, generalment de navegació costanera, està present el cartutx; realment és un quarteró, una representació a major escala d'una part de la carta (representació d'un lloc, port, ancoratge, badia, illa) dins d'un marc.
- Cartes generals: Són les que engloben una gran quantitat de costa i mar. Es destinen a la navegació oceànica. La seva escala és molt petita, normalment entre 1/30.000.000 i 1/3.000.000.
- Cartes d'arrumbament: S'utilitzen per a distàncies mitjanes. Les seves escales estan compreses aproximadament entre 1/3.000.000 i 1/200.000.
- Cartes de navegació costanera: Serveixen per a navegar prop de la costa. Solen tenir escales compreses entre 1/200.000 i 1/50.000.
- Cartes de recalada: Són les que faciliten l'aproximació a un port o algun accident geogràfic. La seva escala és de 1/25.000 o molt propera a ella.
- Quarterons: Mostren amb detall una extensió petita de costa i mar. La seva escala és inferior a 1:25.000.
- Croquis dels rius: Solen ser d'escala 1:50.000 o superior, però donada l'alta precisió necessària per navegar (qüestió d'escasses desenes de metres amb freqüència), s'usen només com a referència i no per determinar la posició. En general hi ha per als rius navegables que són zones de practicatge.